# Actinodaphne concinna
Actinodaphne concinna är en lagerväxtart som beskrevs av Henry Nicholas Ridley. Actinodaphne concinna ingår i släktet Actinodaphne och familjen lagerväxter. Inga underarter finns listade i Catalogue of Life.